# 소무제
소무제(紹武帝, 1605년 - 1647년 1월 20일(음력 1646년 12월 15일))는 남명(南明) 3대 황제 주율오(朱聿鐭, 재위 1646년 - 1647년)이다. 남명 2대 황제 소종(紹宗) 융무제(隆武帝, 재위 1645년 - 1646년) 주율건(朱聿鍵)의 동생이다.
| 전임 소종 융무제 | 제19대 명나라 황제 1646년 ~ 1647년 | 후임 동무제 |

| 전임 소종 융무제 | 제3대 남명의 황제 1646년 ~ 1647년 | 후임 회왕 동무제 |